# Ovíntsevo
Ovíntsevo (en rus: Овинцево) és un poble de l'óblast de Leningrad, a Rússia, que el 2017 tenia 36 habitants, pertany al districte de Vólossovo.